# 帕特·布坎南
帕特里克·约瑟夫·“帕特”·布坎南（英語：Patrick Joseph "Pat" Buchanan，/bjuːˈkænən/，1938年11月2日—）是一位美国保守派政治评论家，作家，专栏作家，政治家和播音员。布坎南是美国总统理查德·尼克松，杰拉尔德·福特和罗纳德·里根的高级顾问，也是CNN节目《Crossfire》的原主持。他1992年和1996年寻求提名共和黨总统候选人。2000年美国总统选举时他代表改革党參選總統，主張在外交上奉行不干涉主义、反对非法移民和反對制造业流失。
他与別人共同创办了美国保守派杂志《The American Conservative》。2012年2月前他是MSNBC有线网络上的政治评论员。现在经常出现在福斯新聞頻道上。

## 早期生活和教育
布坎南出生在华盛顿特区，父亲是一家会计师事务所的合伙人，母亲是一名护士和家庭主妇。布坎南有六个兄弟和两个姐妹。其中一个姐妹曾在罗纳德·里根任下担任美国国库局局长。他的父亲有英格兰，爱尔兰和苏格兰血统，母亲有德国血统。他的曾祖父在南北战争中是美利堅聯盟國军队成员，所以他十分钦佩聯盟國的將軍羅伯特·李。
布坎南出生于一个天主教家庭，并在天主教学校学习。在乔治城大学时，他曾参加后备军官训练队，但没有完成程序。1960年毕业后他接到征兵令。然而，他因为反应性关节炎而没有服兵役。1962年他从哥伦比亚大学新闻学院获得新闻学硕士学位，论文是关于加拿大和古巴扩大的贸易。

## 个人生活
布坎南在1971年与白宫职员Shelley Ann Scarney结婚。他们养的虎斑猫被美国总统罗纳德·里根命名为Gipper，据称在员工会议Gipper经常坐在帕特的腿上。